# Институт по археология „Алфред Халиков“
Институтът по археология „Алфред Халиков“ (на руски: Институт археологии им. А. Х. Халикова) е научен институт по археология на Академията на науките на Република Татарстан (АНРТ), основан през 2014 г. Директор на института е Айрат Ситдиков.

## Направления в изследователската дейност
Направления в изследователската дейност обявени в официалния уебсайт на института:
1. Приемственост и трансформация на археологическите култури в историко-географския регион Идел–Урал
  1. Екологична адаптация и икономическо и културно развитие на древните общности в Поволжието и Прикамието (реконструкция на палеоландшапи, палеозоли, палео-растителност, система за преселване и основните насоки на икономическата и промишлената дейност на древното население въз основа на комплекс от археологически и природонаучни методи).
  2. Хронология на антики от епохата на палеометала, ранната желязна епоха и епохата на Великото преселение на народите (с помощта на археологически и природонаучни методи).
  3. Населението на Волго–Уралския регион в етнокултурно, социално, антропологично и генетично отношение.
  4. Населението на средновековните градове в района на Средна Волга: формирането на физическия облик и реконструкцията на жизнените знаци според антропологията, генетиката и архебиологията.
  5. Антропология и житейски особености на древното и средновековното население на Средна Волга и прилежащите територии.
  6. Антропология на населението на степите на Евразия от Средновековието.
  7. Палеоепидемиология и здравни особености на древното и средновековното население на Средна Волга и прилежащите територии.
  8. Древна и средновековна агрокултурна традиция на населението на Средна Волга и прилежащите територии.
2. Народите от региона на Волга-Урал в системата на средновековните цивилизации на Евразия. Големият път на коприната
  1. Българите в Източна Европа (VIII – X век)
  2. Археологически обекти на Волжка България през X век и началото на XIII век и тяхното изследване.
  3. Историческата география на Златната орда.
  4. Археологически обекти на Средна Волга (XV – XVIII век)
  5. Международна мюсюлманска асоциация по археология.
3. Археология на Татарстан: консервация, история на изследването, музеификация
  1. Археологическото наследство на Татарстан: опитът за опазване и проучване.
  2. Системата на управлявани бази данни в археологическата наука за материалите и източниците, научния каталог: фондове, колекции, артефакти.
4. Археометрия
  1. Проучване и съхраняване на археологически музейни предмети.
  2. Проучване и запазване на предмети от дървото на острова град Свияжск.
  3. Проучване и запазване на кожените предмети.
  4. Проучване и консервиране на предмети от археологически текстил.